# Sośnicowice
Sośnicowice is een stad in het Poolse woiwodschap Silezië, gelegen in de powiat Gliwicki. De oppervlakte bedraagt 11,68 km², het inwonertal 1776 (2005).